# 吉田真理子
吉田 真理子（よしだ まりこ、1954年7月27日 - ）は、日本の元女子バレーボール選手で現在は指導者。モントリオールオリンピック金メダリスト。

## 来歴
埼玉県立久喜高等学校を卒業後、日立バレー部に入部。全日本に選出され、1976年のモントリオールオリンピックで金メダルを獲得した。
1979年3月に現役引退。その後ママさんバレーのコーチなど指導者を行う傍ら、知り合いのテレビマンに誘われる形で1980年当時『小川宏ショー』（フジテレビ）のレポーターも務めていた。

## 球歴
- 全日本代表としての主な国際大会出場歴
  - オリンピック - 1976年
  - 世界選手権 - 1978年
  - ワールドカップ - 1977年

## 受賞歴
- 1978年 - 第11回日本リーグ ベスト6

## 所属チーム
- 与野市立与野東中
- 久喜高校
- 日立（1973-1981年）
- ダイエー（1981-1985年）